# Armhoef
Armhoef is een Tilburgse wijk, gelegen in het stadsdeel Oud-Zuid.
Armhoef is de meest noordelijke wijk van Oud-Zuid. Het gebied grenst aan de wijken Jeruzalem en Hoogvenne uit hetzelfde stadsdeel en aan Moerenburg, dat behoort tot Tilburg Oost. De wijk wordt ruwweg begrensd door
- het Wilhelminakanaal in het oosten
- de Oisterwijkse baan in het zuiden
- de Ringbaan Oost in het westen
- het spoor in het noorden.

## De wijk
Kenmerkende gebouwen in de wijk zijn de tot woningen omgebouwde Sacramentskerk, het nu voor huisvesting gebruikte Liduina-klooster en het zowel uit oorspronkelijke als uit nieuwbouw bestaande gebouw van basisschool Armhoefse-Akker, met aangrenzend de Pelgrimhoeve. Opvallend aan de kerk is dat zij haar spits mist. Deze werd in 1992 gesloopt vanwege de slechte staat en daardoor het gevaar van losrakende onderdelen bij een zware storm. Verder bevat de wijk wat MKB's en wat kleine ondernemers, maar heeft het vooral een woonbestemming.

## Onderlinge communicatie
De wijk heeft een eigen buurtraad gevormd die één keer in de maand samenkomt voor een openbare vergadering, waarin de buurtbewoners inspraak hebben. Daarnaast wordt er maandelijks een gratis krantje huis-aan-huis bezorgd met daarin wat er in de wijk en omgeving daarvan, bijvoorbeeld Moerenburg, speelt. De buurtkrant bestaat sinds 1976.

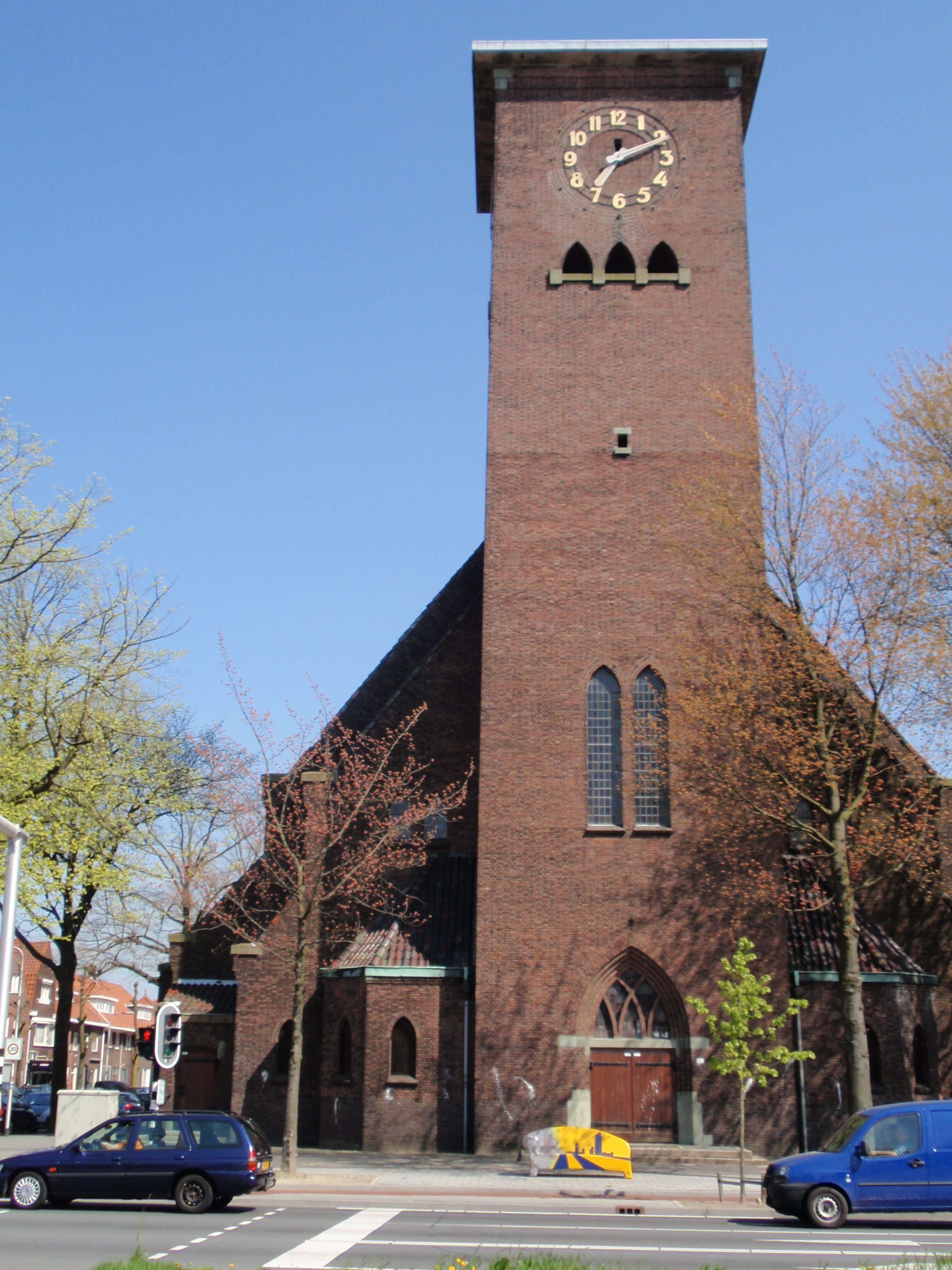
Sacramentskerk, met voor de ingang een social sofa
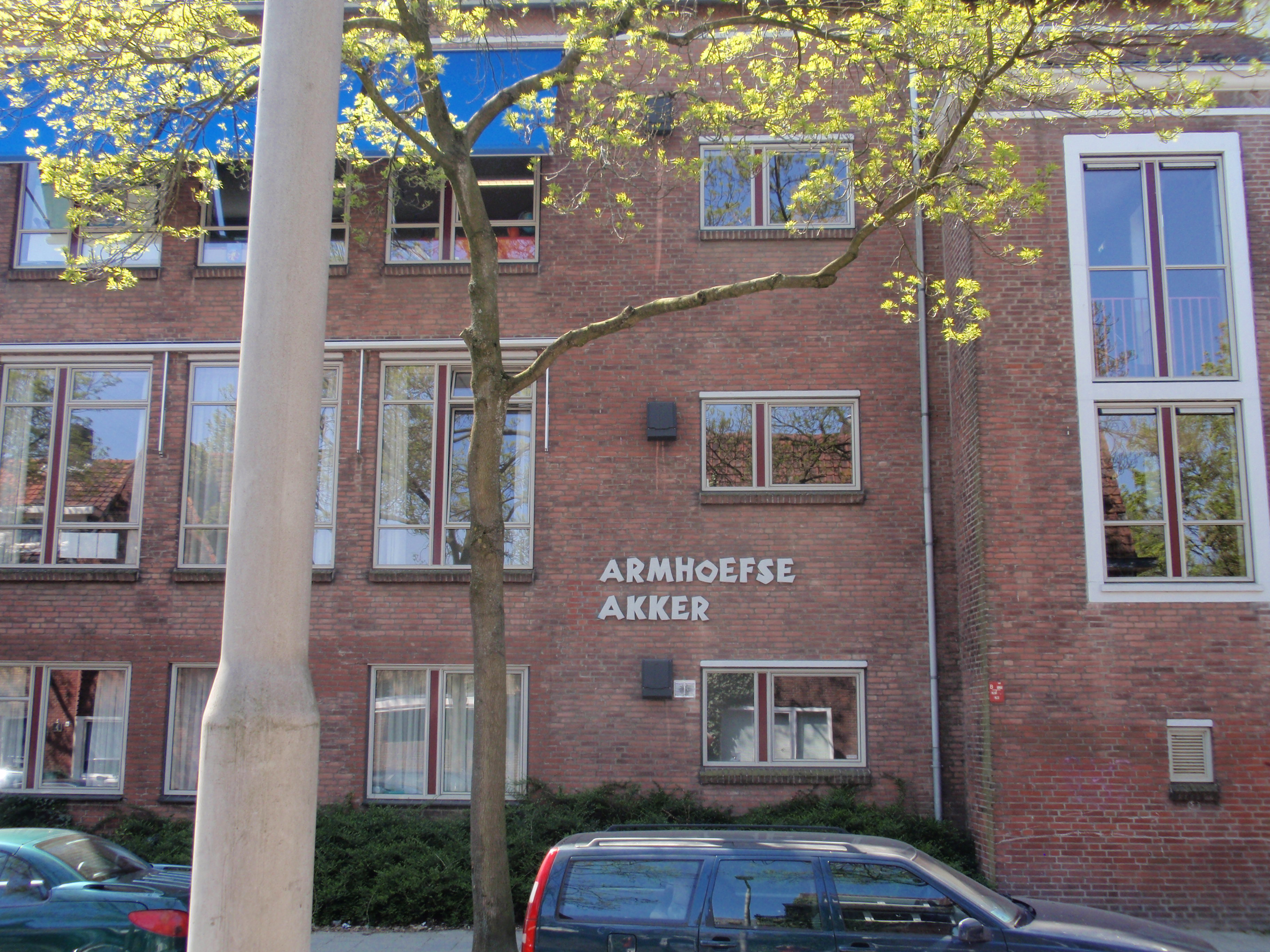
Basisschool Armhoefse Akker
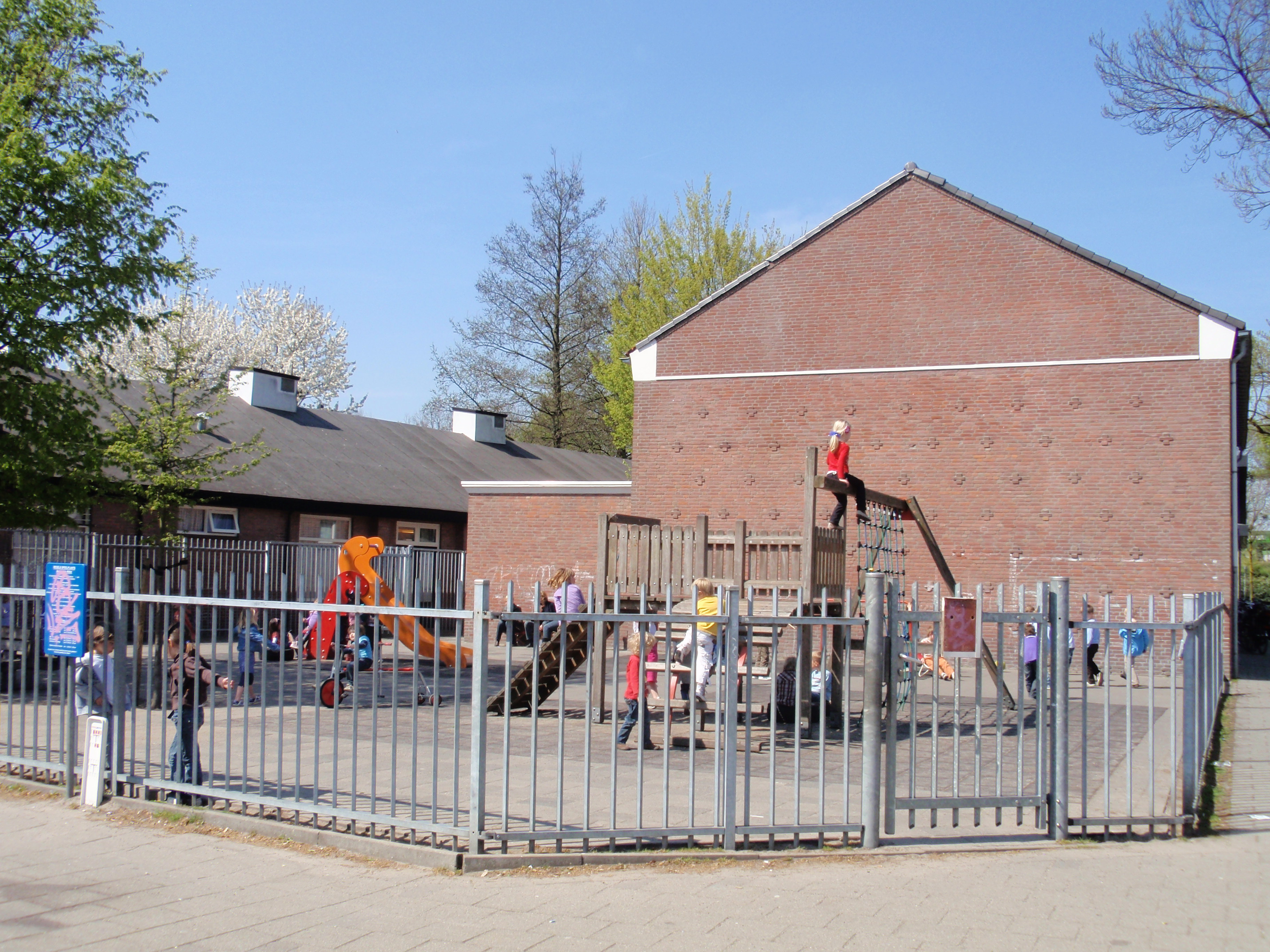
Speelplein Armhoefse Akker (jongste klassen)
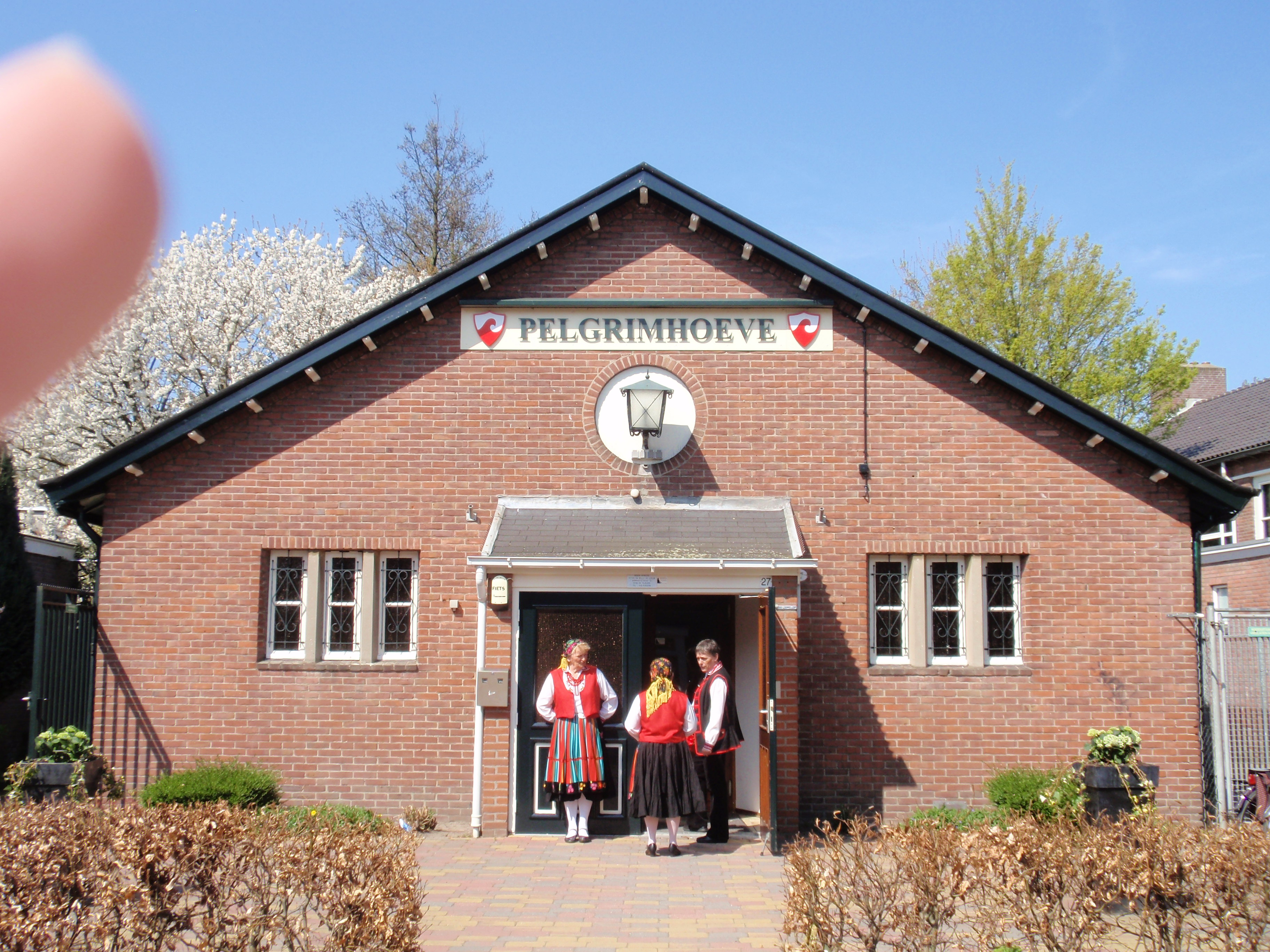
Zaal Pelgrimhoeve